# Piper caracolanum
Piper caracolanum är en pepparväxtart som beskrevs av C. Dc.. Piper caracolanum ingår i släktet Piper och familjen pepparväxter. Inga underarter finns listade i Catalogue of Life.